# Costus giganteus
Espèce
Costus giganteus est une espèce de plantes à fleurs de la famille des Costaceae et du genre Costus. C'est un plante tropicale, présente sur les îles du golfe de Guinée, telles que São Tomé, Principe (Sao Tomé-et-Principe) et Annobón (Guinée équatoriale).

Costus giganteus sur l'île de São Tomé.
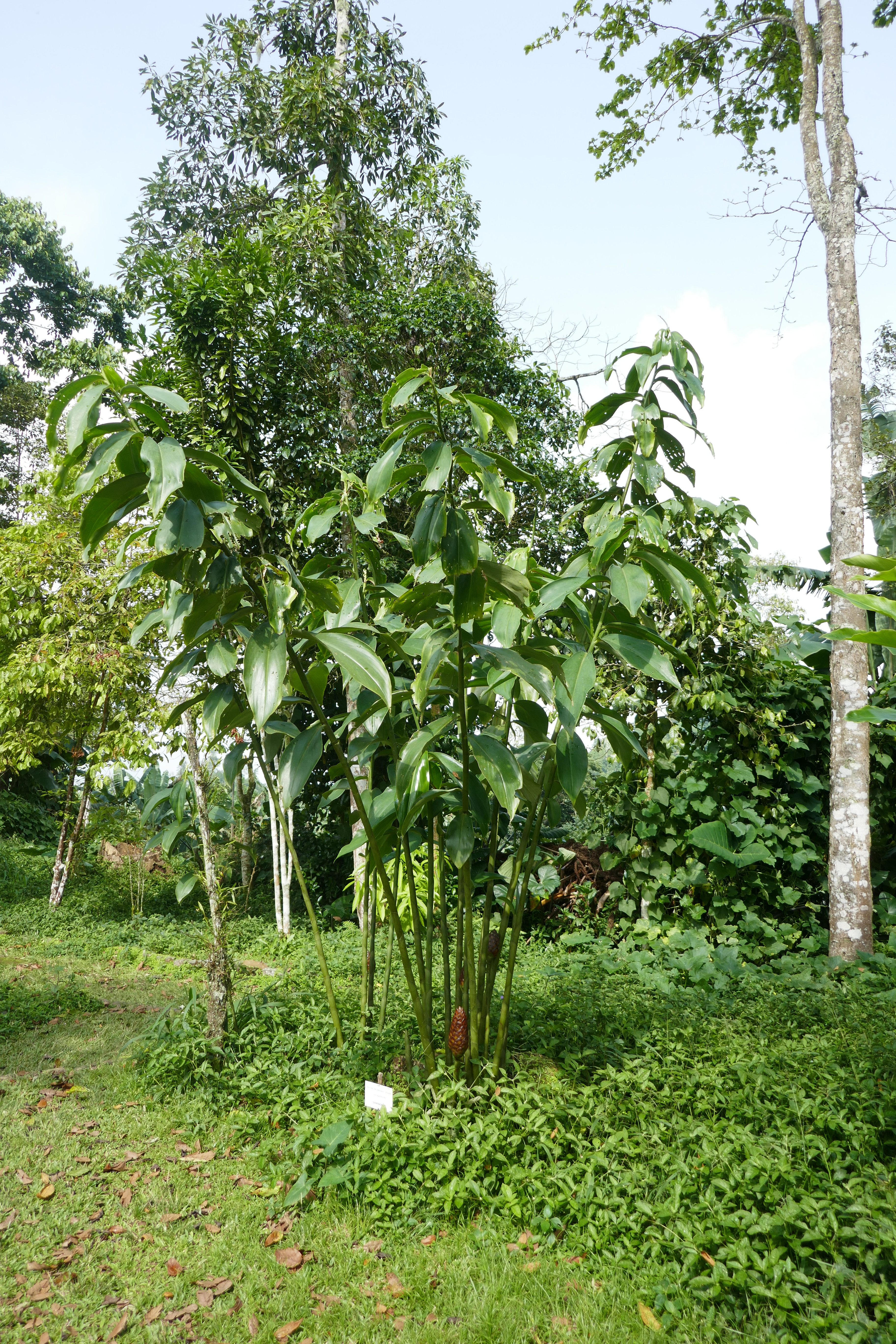
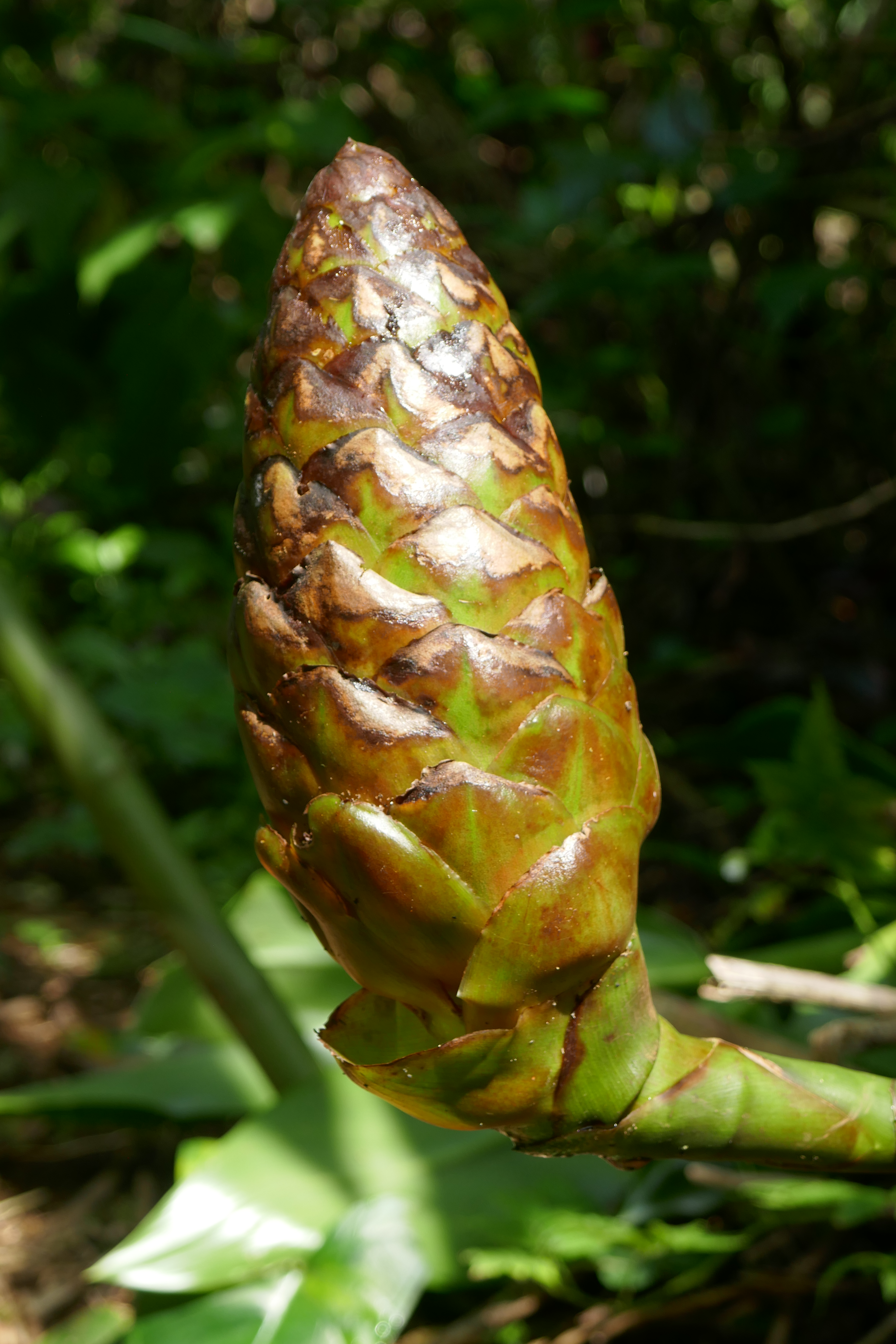
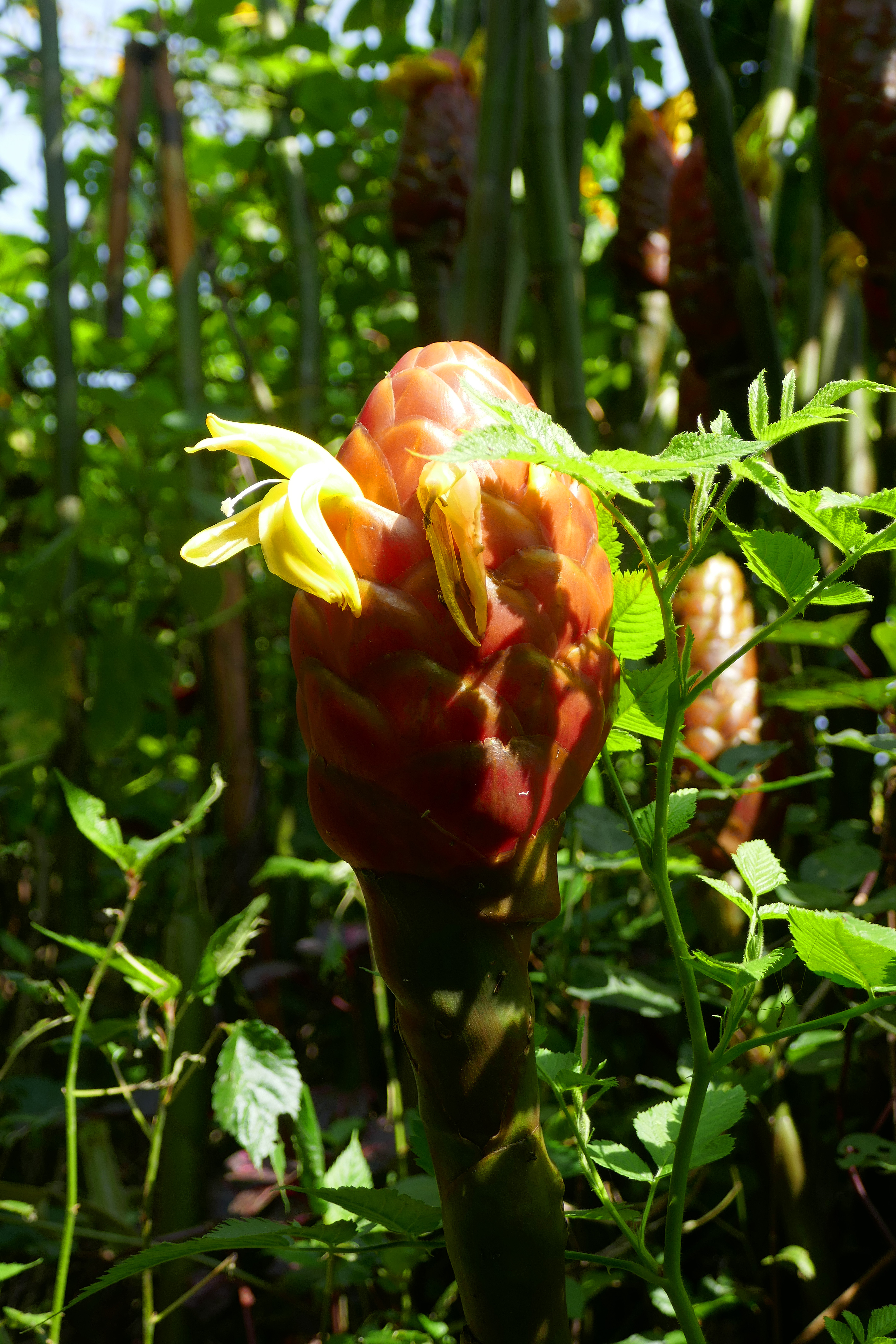
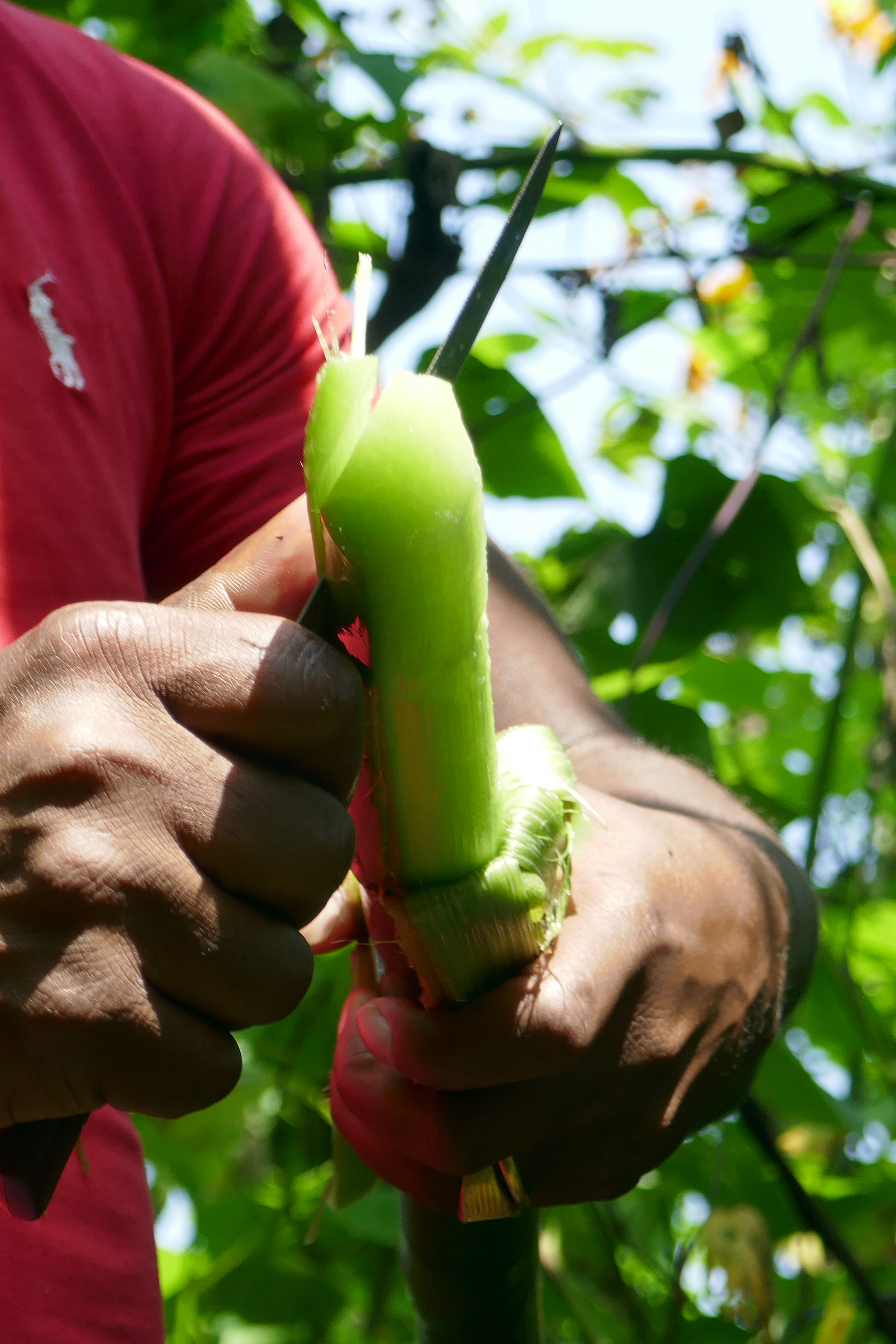